# Progress (альбом)
Progress — единственный сольный альбом британского барабанщика, бывшего участника группы King Crimson, Майкла Джайлза, вышедший в 2002 году.

## Об альбоме
Сложная и полиритмическая техника игры Джайлза основана на джазе и несколько приспособлена под стандарты рок-музыки. Этот альбом создан в 1978, но выпущен только в 2002, так как Джайлс считал 1978 год неподходящим для выпуска работы.

## Список композиций
1. «Sunrise» — 0:56
2. «Departure» — 3:12
3. «Rolling» — 3:48
4. «Daydream» — 1:00
5. «Moving» — 4:14
6. «Midsummer Day» — 6:00
7. «Progress» — 6:03
8. «Sunset» — 3:46
9. «Shunter» — 2:43
10. «Rocking» — 2:10
11. «Nightdream» — 2:08
12. «Arrival» — 6:09

## Участники записи
- Майкл Джайлз — барабаны (2, 3, 5, 7, 8, 9, 10, 11, 12), перкуссия (1, 2, 3, 6, 9, 11, 12), клавишные (1, 2, 3, 4, 6, 9, 10), вокал (3, 5, 6, 7), гитара (6)
- Джеффри Ричардсон — гитара (1, 2, 3, 6, 7, 12), флейта (4, 5, 6, 8, 12), альт (4, 6, 8), вокал (5), безладовая бас-гитара (6)
- Дэйв МакРи — фортепиано (2), синтезатор (5, 12), орган Хаммонда (10)
- Джон Мэлинг — синтезатор (3, 4, 10), фортепиано (8)
- Питер Джайлз — бас-гитара (2, 4, 5, 7, 10, 12)
- Джон Перри — бас-гитара (3, 8), вокал (3)
- Рэй Уорли — альтовый саксофон (7, 12)
- Мартин Дровер — труба (7), Флюгельгорн (7, 12)
- Пит Томс — тромбон (7, 12)
- Майкл Блэксли — тромбон (8, 10)
- Кэтрин Хоуи — вокал (8, 12)
- Колин Брайант — кларнет (10)
- Джимми Хостингс — теноровый саксофон (10)